# Severînivka, Jmerînka
Severînivka (în ucraineană Северинівка) este localitatea de reședință a comunei Severînivka din raionul Jmerînka, regiunea Vinnița, Ucraina.

## Demografie
Componența lingvistică a localității Severînivka
     Ucraineană (98,06%)
     Rusă (1,56%)
Conform recensământului din 2001, majoritatea populației localității Severînivka era vorbitoare de ucraineană (98,06%), existând în minoritate și vorbitori de rusă (1,56%).